# عشق‌هراسی
عشق‌هراسی یا هراس از عشق (به انگلیسی: philophobia) هراس از وابستگی عاطفی یا عاشق شدن است.
این هراس معمولاً زمانی خطرناک است که فرد با هرگونه هیجانِ مرتبط با عشق مواجه است. این ویژگی ممکن است مزمن باشد.
عشق‌هراسی بر کیفیت زندگی شخص تأثیر می‌گذارد و او را به سوی پرهیز از پذیرشِ تعهد سوق می‌دهد. بدترین جنبهٔ عشق‌هراسی این است که باعثِ گوشه‌گیر شدنِ فرد می‌شود. همچنین، این هراس ممکن است فردِ عشق‌هراس را به سوی زیاده‌روی در عقاید مذهبی و علایق فرهنگی‌ای که عشق را ممنوع می‌کنند سوق دهد و این امر باعثِ احساس گناه و ناامیدی نسبت به واکنش‌های درونی‌اش گردد.
از عوارضِ شایع در عشق‌هراسی می‌توان به عرق‌کردن، تپش قلب، تنگی نفس، ترس، تهوع و بی‌خوابی اشاره کرد. البته عوارضِ این نوع هراس، مانند بیشترِ هراس‌ها، از شخصی به شخصِ دیگر متفاوت است.
همچنین، افرادی که خود یا نزدیکانشان در یک رابطهٔ عاطفی دچار ضربهٔ روحی شوند، ممکن است از عشق و عاشق شدن بترسند.
اگر شخصی به همسر خود خیانت کند، ممکن است آن شخص به دلیل ترس از تکرار این اتفاق از عشق بترسد. در عین حال، پسر کوچک آن‌ها نیز وقتی این اتفاق را ببیند، امکان دارد ترس از عشق و عاشق شدن در او شکل بگیرد؛ زیرا او نمی‌خواهد اتفاقی را که برای پدر یا مادرش افتاده را تجربه کند.

## خودفریبی و عشق‌هراسی
بعضی از افرادی که نمی‌دانند چگونه شریک عشقیِ مناسب خود را پیدا کنند و پذیرش این حقیقت را برای خود شرم‌آور می‌دانند، عشق‌هراسی را در خود به عنوان یک روش خودمحافظتی پرورش می‌دهند. این افراد، با ابراز ترس خود از عشق به دیگران، نسبت به اینکه بگویند تواناییِ پیدا کردن فرد مناسب را برای عاشق شدن ندارند، بیشتر احساس راحتی می‌کنند.

## درمان عشق‌هراسی
همیشه بهترین راه برای درمان هراس‌ها روبه‌رو شدن با آن‌ها است. وقتی افراد از ترس‌هایشان دوری کنند، بیشتر باعث پیشرفت و رشد آن‌ها می‌شوند؛ اما اگر مستقیماً با آن‌ها روبه‌رو شوند، به‌راحتی می‌توانند درمانشان کنند. هرچقدر کسی بیشتر از برقراری رابطه با دیگران اجتناب کند، ترس‌هایش بزرگ‌تر می‌شوند، اما اگر با هراس‌ها روبه‌رو شود و وارد رابطه گردد، به زودی شاهدِ ناپدید شدنِ هراس‌ها می‌شود.
درمان فیلوفوبیا معمولاً شامل درمان، به ویژه درمان شناختی- رفتاری (CBT) برای رسیدگی به الگوهای فکری منفی و قرار دادن تدریجی فرد در معرض ترس است  در صورت وجود مشکلات روانی همزمان ممکن است از دارو نیز در برخی موارد استفاده شود  تغییرات سبک زندگی مانند ورزش و تکنیک های تمدد اعصاب نیز می تواند در توسعه توانایی و تاب آوری مفید باشد.
برای درمان فیلوفوبیا، از روش‌هایی مانند روان درمانی، مواجهه درمانی، و تکنیک‌های آرام‌سازی مانند تمرینات تنفس عمیق و مدیتیشن استفاده می‌شود. از مشاوره و درمان تخصصی توسط روانشناسان و متخصصان سلامت روان پیشنهاد می‌شود تا فرد بتواند این ترس را کنترل کرده و به زندگی عاطفی سالم‌تری دست یابد..
به طور کلی، در حالی که فیلوفوبیا یک اختلال رسمی شناخته شده نیست، می تواند به طور قابل توجهی بر توانایی فرد برای ایجاد و حفظ روابط عاشقانه سالم تأثیر بگذارد. جستجوی کمک حرفه ای برای غلبه بر این ترس و داشتن یک زندگی رضایت بخش تر توصیه می شود.